# Giuseppe Federico Ernesto di Hohenzollern-Sigmaringen
Giuseppe Federico Ernesto Mainardo Carlo Antonio di Hohenzollern-Sigmaringen, detto anche semplicemente Giuseppe (Sigmaringen, 24 maggio 1702 – Haigerloch, 8 dicembre 1769), è stato principe di Hohenzollern-Sigmaringen dal 1715 al 1769.

## Biografia

### Infanzia
Giuseppe Francesco Ernesto era figlio del Principe Mainardo II di Hohenzollern-Sigmaringen e di Giovanna di Montfort.

### Carriera militare
Educato inizialmente dalla madre, come risultato della Guerra di successione spagnola, venne inviato a Vienna. Fu presso la capitale imperiale che ebbe dunque vita la prima vera formazione del giovane principe, venendo inquadrato nell'esercito austriaco col rango di generale di cavalleria e venendo poi promosso al grado di Feldmaresciallo Luogotenente. Egli rimase in servizio sino a quando non fece ritorno a Sigmaringen nel 1714. Morto suo padre nel 1715, egli gli succedette al trono ma sino al 1720 rimase sottoposto alla reggenza della madre.

### Matrimoni
Giuseppe Francesco Ernesto si sposò due volte. Dal primo matrimonio, contratto con Maria di Öttingen-Spielberg, nacquero sei figli.
Alla morte della prima moglie, si risposò con Teresa di Waldburg-Trauchberg, dalla quale ebbe tre figli.

### Principe di Hohenzollern-Sigmaringen
Giuseppe seppe mantenere sempre ottimi rapporti con l'elettorato di Baviera e quando il principe elettore Carlo Alberto venne eletto imperatore col nome di Carlo VII, quest'ultimo lo nominò suo consigliere privato.
Giuseppe fu un accanito cacciatore e nel 1727 avviò la costruzione del Wildpark Josefslust a Sigmaringen, un grande parco ove poter cacciare in libertà. Nel 1736, inoltre, avviò delle opere di restauro e ammodernamento del Castello di Sigmaringen, aggiungendovi la Sala dei Cavalieri e la Sala degli Antenati.
Viene ricordato ancora oggi come uno tra i maggiori modernizzatori della città di Sigmaringen per il proprio contributo alla promozione delle arti e delle scienze nel nucleo cittadino. Egli fece costruire la chiesa parrocchiale di San Giovanni, la cappella di San Giuseppe, la residenza di caccia di Ludwiglust e la locale chiesa di Sant'Anna. Presso di lui lavorarono artisti come Johann Michael Feuchtmayer il giovane, Johann Georg Weckenmann e Andreas Meinrad von Ow. Egli inoltre perorò la causa di canonizzazione di padre Fedele da Sigmaringen, che venne nominato patrono del principato.

### Morte
Il principe Giuseppe morì l'8 dicembre 1769 a Haigerloch.

## Discendenza
Giuseppe Francesco Ernesto e Maria di Öttingen-Spielberg, sua prima moglie, ebbero:
- Carlo Federico (1724-1785), Principe di Hohenzollern-Sigmaringen
- Maria Giovanna (1726–1793)
- Maria Amalia (1729–1730)
- Mainardo (1732–1733)
- Maria Anna (*/† 1736)
- un figlio (*/† 1737)

Dal secondo matrimonio con Teresa di Waldburg-Trauchberg nacquero:
- Carlo Alberto (*/† 1741)
- Maria Amalia (*/† 1742)
- Maria Teresa (*/† 1743)

## Ascendenza
|                                                       |   |                                    | Genitori |  |  | Nonni |  |  | Bisnonni                               |  |  | Trisnonni                            |  |
|                                                       |   |                                    |          |  |  |       |  |  | Mainardo I di Hohenzollern-Sigmaringen |  |  | Giovanni di Hohenzollern-Sigmaringen |  |
|                                                       |   |                                    |          |  |  |       |  |  | Mainardo I di Hohenzollern-Sigmaringen |  |  | Giovanni di Hohenzollern-Sigmaringen |  |
|                                                       |   | Giovanna di Hohenzollern-Hechingen |          |  |  |       |  |  | Mainardo I di Hohenzollern-Sigmaringen |  |  |                                      |  |
| Massimiliano di Hohenzollern-Sigmaringen              |   |                                    |          |  |  |       |  |  | Mainardo I di Hohenzollern-Sigmaringen |  |  |                                      |  |
|                                                       |   | Anna Maria di Toerring-Seefeld     | …        |  |  |       |  |  |                                        |  |  |                                      |  |
|                                                       |   | Anna Maria di Toerring-Seefeld     | …        |  |  |       |  |  |                                        |  |  |                                      |  |
|                                                       |   | Anna Maria di Toerring-Seefeld     | …        |  |  |       |  |  |                                        |  |  |                                      |  |
| Mainardo II di Hohenzollern-Sigmaringen               |   | Anna Maria di Toerring-Seefeld     |          |  |  |       |  |  |                                        |  |  |                                      |  |
|                                                       |   | …                                  | …        |  |  |       |  |  |                                        |  |  |                                      |  |
|                                                       |   | …                                  | …        |  |  |       |  |  |                                        |  |  |                                      |  |
|                                                       |   | …                                  | …        |  |  |       |  |  |                                        |  |  |                                      |  |
| Maria Clara di Berg                                   |   | …                                  |          |  |  |       |  |  |                                        |  |  |                                      |  |
|                                                       |   | …                                  | …        |  |  |       |  |  |                                        |  |  |                                      |  |
|                                                       |   | …                                  | …        |  |  |       |  |  |                                        |  |  |                                      |  |
|                                                       |   | …                                  | …        |  |  |       |  |  |                                        |  |  |                                      |  |
| Giuseppe Federico Ernesto di Hohenzollern-Sigmaringen |   | …                                  |          |  |  |       |  |  |                                        |  |  |                                      |  |
|                                                       | … | …                                  |          |  |  |       |  |  |                                        |  |  |                                      |  |
|                                                       | … | …                                  |          |  |  |       |  |  |                                        |  |  |                                      |  |
|                                                       | … | …                                  |          |  |  |       |  |  |                                        |  |  |                                      |  |
| Antonio II di Montfort                                | … |                                    |          |  |  |       |  |  |                                        |  |  |                                      |  |
|                                                       |   | …                                  | …        |  |  |       |  |  |                                        |  |  |                                      |  |
|                                                       |   | …                                  | …        |  |  |       |  |  |                                        |  |  |                                      |  |
|                                                       |   | …                                  | …        |  |  |       |  |  |                                        |  |  |                                      |  |
| Giovanna di Montfort                                  |   | …                                  |          |  |  |       |  |  |                                        |  |  |                                      |  |
|                                                       |   | …                                  | …        |  |  |       |  |  |                                        |  |  |                                      |  |
|                                                       |   | …                                  | …        |  |  |       |  |  |                                        |  |  |                                      |  |
|                                                       |   | …                                  | …        |  |  |       |  |  |                                        |  |  |                                      |  |
| …                                                     |   | …                                  |          |  |  |       |  |  |                                        |  |  |                                      |  |
|                                                       |   | …                                  | …        |  |  |       |  |  |                                        |  |  |                                      |  |
|                                                       |   | …                                  | …        |  |  |       |  |  |                                        |  |  |                                      |  |
|                                                       |   | …                                  | …        |  |  |       |  |  |                                        |  |  |                                      |  |
|                                                       |   | …                                  |          |  |  |       |  |  |                                        |  |  |                                      |  |